# سیارک ۶۰۴۲
سیارک ۶۰۴۲ (به انگلیسی: 6042 Cheshirecat، نامگذاری:1990WW2) شش هزار و چهل و دومین سیارک کشف شده‌است که در ۲۳ نوامبر ۱۹۹۰ کشف شد.
قدر مطلق سیارک برابر ۱۲٫۳۰ است.